# Aubusson
Aubusson er en by i departementet Creuse